# Porto Maurizió-i Szent Lénárd
Porto Maurizió-i Szent Lénárd (Leonardo da Porto Maurizio, polgári nevén Paolo Girolamo Casanuova) (Porto Maurizio, 1676. december 20. – Róma, 1751. november 26.) ferences rendi szerzetes, prédikátor, a római katolikus egyház szentje, aki állítólag több mint 500 keresztút létrehozásában vett részt, miután annak 14 stációs, mai változatát megalkotta.
1796-ban boldoggá, majd 1867-ben szentté avatták, 1923-ban a Népi Misszionáriusok védőszentje lett. Emléknapja november 26. Ereklyéi a San Bonaventura al Palatinó-i templom oltárán tisztelhetők.

## Élete
Domenico Casanova és Anna Maria Benza gyermekeként, Liguriában született, a keresztségben a Paolo Gerolamo neveket kapta. Kétévesen elveszítette édesanyját, s apja Maria Riolfo, artallói nőt vette feleségül. Édesapja alapozta meg a jövendő szent vallási életét. Domenico Casanova hajótulajdonos és tengerész volt, aki tisztasági fogadalmában úgy döntött, hogy egy nőt sem enged fel hajóira.
1688-ban tizenkét évesen elhagyta Liguriát, és talán apja hajóján Agostino nagybátyjával Rómába ment, hogy irodalmi és filozófiai tanulmányokat folytasson a jezsuitáknál.
19 évesen elhivatottságot érezve kezdte noviciátusát Ponticelli Sabino ferences reformkolostorában. Teológiát San Bonaventura al Palatino apátságában, a reform fő centrumában tanult, ahol 1702. augusztus 17-én, 26 éves korában szentelték pappá.
16 évi távollét után, súlyos betegen orvosai tanácsára hazatért. 1704–1709 között, gümőkórából Szűz Mária közbenjárására csodálatos módon meggyógyult.
1709-ben a római tartomány ferences elöljárói Firenzébe küldték apátúrnak, a Monte alle Croci kolostorba, amely számtalan vándorlásának kiindulópontja lett. A San Francesco al Palco és a San Francesco all'Incontro egyházközségei szintén a reform alatt álltak. Hosszú apostoli útja során akkora hírnévre tett szert egész Észak- és Közép-Itália minden régiójában, hogy 1743-ban a Genovai Köztársaság kikérte a pápától.
Pápai áldással elhagyta Rómát, s Firenzét útba ejtve, Livorno kikötőjében hajóra szállt Genova felé. Genova polgárai ünnepélyes fogadtatásban részesítették, s türelmetlenül várták, hogy hallhassák másnapi, vasárnapi beszédét.
Mauriziói földijei ünneplése után Finale Ligure felé vette útját. Miközben négy társa gyógyulására várt, Genovába járt missziós szolgálatokra. Beszéde céljából egy színpadot állítottak fel a Santa Maria della Pace, egykori templom kapujához, amelynek terét számtalan hívő töltötte meg. A hely azonban még mindig túl kicsi volt a tömeg számára, ezért a  beszédét a templom közelében, a Bisagno patak melletti mezőn kellett megtartania. Ebben a prédikációban azt ajánlotta, hogy Jézus képét saját házuk ajtaján helyezzék el, és a Serenissimo Collegio márványból, bronz betűkkel írassa fel Jézus és Mária nevét. Ezt a domborművet ezután a Ponte Reale kapuin is alkalmazzák Keresztelő Szent János 1743-as napján, majd a kikötői ágyúk, és a város templomai harangjainak hangjával köszöntsék. Azt ajánlotta, hogy minden, falakkal körülvett liguriai város kapuira ugyanazt a képet helyezzék, Jézus és Mária nevével.
A Serenissimo Collegio kijárta, hogy a pápa Lénárdot Korzika szigetére küldje. Előtte azonban még missziós tevékenységet folytatott Lucca és Pistoia városokban. Viareggio mellett arról a hajóról prédikált, amely őt La Spezia öblébe vitte. Onnan a kapitány egy vitorlással Korzikára szállíttatta, 1744-ben.
Korzika nehéz pillanatokat élt át akkoriban, a Genovai Köztársaságtól való szeparatista felkelésekkel. Lénárd az év novemberéig maradt ott, azon működve, hogy a lázadókat prédikációival lecsillapítsa. Még abban a hónapban visszahajózott Genovába. Közben öt napra megállt Porto Venere városában. Genovában fáradhatatlanul folytatta prédikációs tevékenységét. A székesegyházban a kanonok gazdagon díszített szószéket állíttatott fel neki, amelyről Lénárd az érsek, a dózse, a nemesek és a köztársasági csapatok jelenlétében prédikált küldetéséről.
Genovából átköltözött a Két Riviérára, ahol számos prédikációt tartott. Ide érkezett meg, Chiavariba a pápától és a Genovai Köztársaság Államtitkárságától levélben a parancs: térjen vissza Korzikára, hogy befejezze küldetését.
Ezután a Két Riviérán folytatta prédikációit, míg az osztrák–német csapatok át nem haladtak ezeken a területeken a Savoya és Genova közötti háborúban. Emiatt nem tudott nagy tömegeket vonzani prédikációihoz, így elbocsátását kérte az érsektől és a Serenissimo Collegiótól, és Levantóból Luccába utazott. Ott a Santa Maria del Monte templom kolostora 20. cellájában élve intenzív szellemi gyakorlatoknak szentelte magát. Reguláit itt állította össze 1717-től kezdve, s 1735-ben megújítva őket.
1745 tavaszán végképp távozott Genovából, s Liguria régiót elhagyva Rómában, a San Bonaventura al Palatino kolostorban halt meg, 1751. november 26-án.
Élete során a Három Üdvözlégy Mária apostola volt; neki köszönhetően ez az ima széles körben elterjedt.

## Fordítás
- Ez a szócikk részben vagy egészben  a   Leonardo da Porto Maurizio című olasz Wikipédia-szócikk ezen változatának fordításán alapul.  Az eredeti cikk szerkesztőit annak laptörténete sorolja fel. Ez a jelzés csupán a megfogalmazás eredetét és a szerzői jogokat jelzi, nem szolgál a cikkben szereplő információk forrásmegjelöléseként.